# Hawaiian Airlines
Hawaiian Airlines, Inc. là hãng hàng không lớn nhất ở Hawaii. Nó là hãng hàng không thương mại lớn thứ 8 ở Mỹ, và có trụ sở tại Honolulu, Hawaii. Hãng hàng không hoạt động trung tâm chính tại sân bay quốc tế Honolulu và một trung tâm thứ cấp từ sân bay Kahului trên đảo Maui. Hawaiian Airlines thuộc sở hữu của Hawaii Holdings, Inc. trong đó Mark Dunkerley là đương kim Chủ tịch và Giám đốc điều hành. 